# Hornád
Hornád (maďarsky Hernád) je řeka ve východním Slovensku a v Maďarsku. Je to levý přítok Slané (povodí Dunaje). Je dlouhá 286 km. Rozloha povodí činí 4403 km²

## Popis toku
Pramení na východní straně sedla mezi vrchy Krahulec a Jedlinská, v Nízkých Tatrách, v nadmořské výšce 1020 m. Protéká Spišskou Novou Vsí, Slovenským rájem, krásným vápencovým údolím. Asi 20 km jižně od Košic pak překračuje maďarsko-slovenskou hranici. Jihovýchodně od města Miskolc se vlévá do řeky Slané (Sajó).

## Vodní režim
Průměrný průtok činí 30,9 m³/s, maximální 689 m³/s a minimální 2,5 m³/s.

## Využití
Nedaleko Košic, kterými také protéká, na něm byla vybudována přehrada Ružín.

## Přítoky
Významnějšími přítoky Hornádu zprava jsou zejména:
- Bystrá
- Veľká Biela voda
- Holubnica
- Slovinský potok
- Hnilec (nejvýznamnější pravostranný přítok, ústí u Margecan)
- Belá
- Myslavský potok
- Sartoš (ústí na území Maďarska, u obce Hidasnémeti)

Zleva jsou to především:
- Gánovský potok
- Brusník
- Levočský potok
- Lodina
- Margecianka
- Svinka
- Torysa (nejvýznamnější levostranný přítok, ústí u obce Nižná Myšľa)
- Olšava